# Бењадиковце
Бењадиковце (слч. Beňadikovce) насељено је мјесто са административним статусом сеоске општине (слч. obec) у округу Свидњик, у Прешовском крају, Словачка Република.

## Становништво
| Година:    | 1994. | 2004.   | 2014.    | 2024.    |
| ---------- | ----- | ------- | -------- | -------- |
| Број људи: | 254   | 244     | 219      | 187      |
| Разлика:   |       | -3,93 % | -10,24 % | -14,61 % |

| Година:    | 2023. | 2024.   |
| ---------- | ----- | ------- |
| Број људи: | 181   | 187     |
| Разлика:   |       | +3,31 % |

Према подацима о броју становника из 2024. године насеље је имало 187 становника.